# Templerhaus (Amorbach)
Das Templerhaus in Amorbach ist ein mittelalterliches Gebäude im Bautyp eines Festen Hauses im unterfränkischen Landkreis Miltenberg.

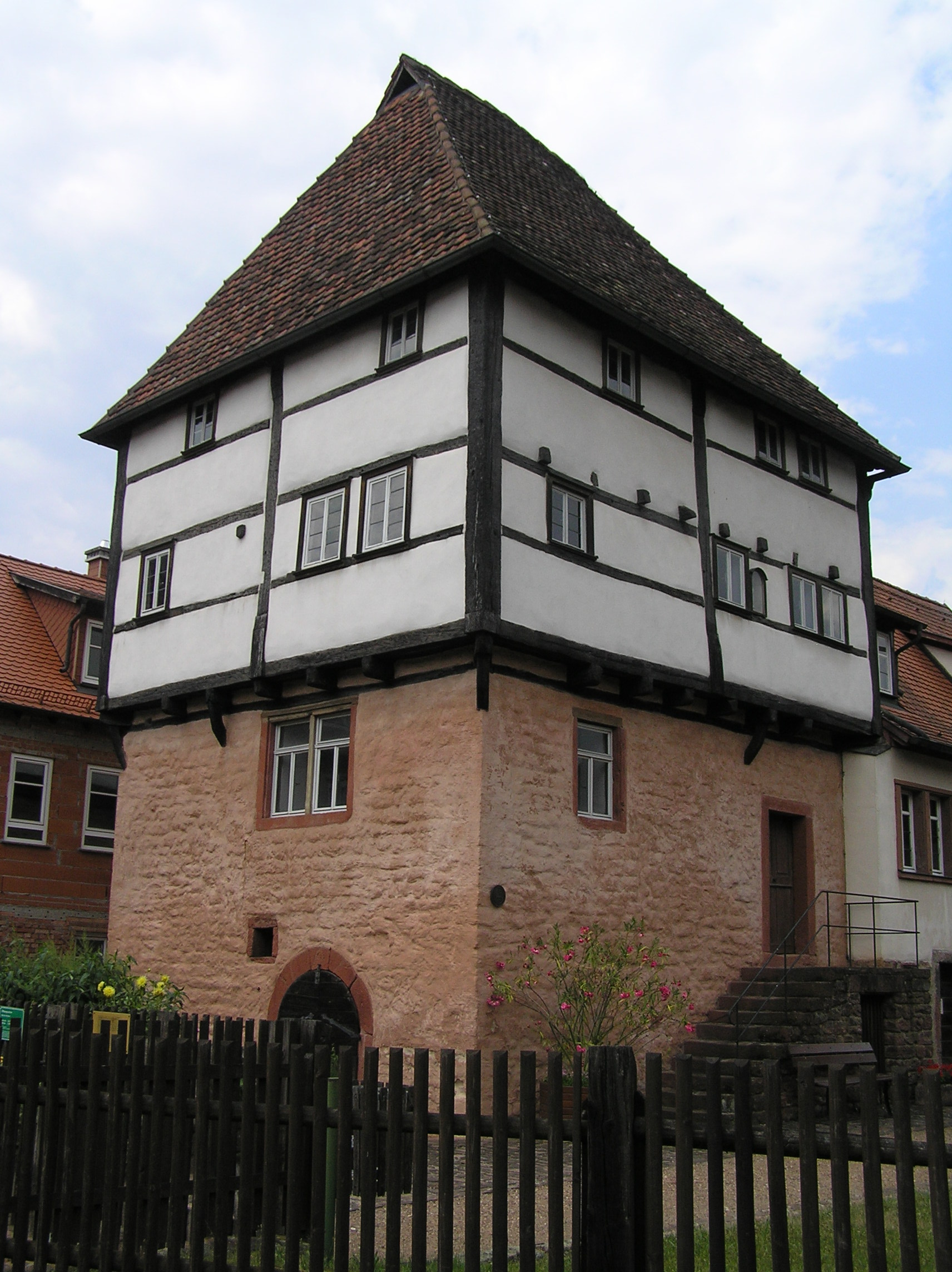
Ansicht 2006

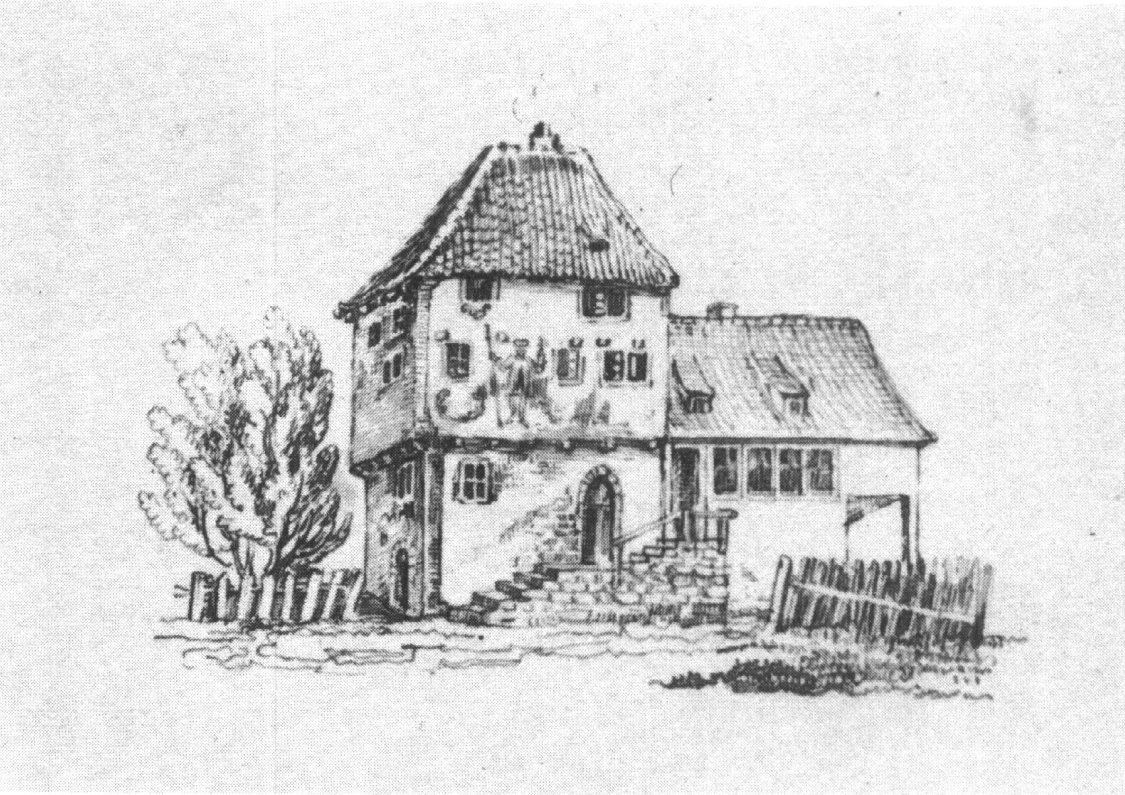
Zeichnung aus dem 19. Jahrhundert

## Geschichte
Das seit dem 19. Jahrhundert irrtümlich „Templerhaus“ genannte Gebäude wurde um 1250 unter dem Namen „Rüdenhof“ als Burgmannshof der Familie Rüdt von Collenberg errichtet, die Burgmannen der Benediktinerabtei Amorbach waren. Es handelt sich um einen steinernen Wohnturm, dessen Obergeschosse um 1290 durch einen Fachwerkaufsatz ersetzt wurden. Als nur leicht befestigtes Gebäude entspricht es dem Typus eines Festen Hauses aus dem Hochmittelalter.
Die Rüdt nutzten das Gebäude bis zum Bau der Burg Bödigheim (ca. 1286–1296). Das Templerhaus wurde anschließend veräußert. Ein Umbau erfolgte 1291, bei dem der steinerne Unterbau teilweise abgetragen und die beiden, dendrochronologisch auf dieses Jahr datierten Fachwerkobergeschosse aufgesetzt wurden. Das Templerhaus ist damit das älteste erhaltene Fachwerkhaus in Bayern.
In der Folgezeit befand sich der ehemalige Rüdenhof in der Hand niederadliger Besitzer, bis er im 15. Jahrhundert in bürgerlichen Besitz gelangte. Im Jahr 1981 erwarb die Stadt Amorbach das Templerhaus und ließ es fachgerecht sanieren, was baugeschichtliche Untersuchungen durch das Bayerische Landesamt für Denkmalpflege ermöglichte.
Die Dachkonstruktion des Templerhauses wurde 2000/2001 zur Rekonstruktion der Bachritterburg Kanzach herangezogen, die eine Nachbildung der Wasserburg Eschelbronn in ihrer Bauphase um 1270 ist, für die es jedoch im Dachbereich keine Befunde gab. Das nur wenig später mit dem Fachwerkaufsatz entstandene Dach des Templerhauses dürfte demselben, im 13. Jahrhundert in ganz Südwestdeutschland verbreiteten Dachstuhlmuster folgen.

## Gebäude
Das Templerhaus ist ein turmartiges Gebäude auf einem leicht schiefwinkligen steinernen Unterbau (7,60 × 6,80 m). Dieser stellt vermutlich den ältesten Teil des Gebäudes dar und besteht aus geschichtetem Mauerwerk mit sorgfältiger behauenen Eckquadern. Die einzige Öffnung ist ein schmaler Lichtschlitz. Darüber befindet sich ein zweigeschossiger, qualitätvoller Fachwerkaufsatz.
Die Ausdehnung des zugehörigen Hofes und die Frage einer Befestigung der Anlage ist weitgehend unklar. Anscheinend war sie nicht, wie andere Gebäude dieser Art, von einem Weiher oder See umgeben (Weiherhaus).

## Deutung
Das Templerhaus in Amorbach gehört zu den wenigen, seit dem späten 13. Jahrhundert weitgehend unverändert erhaltenen Profanbauten in Süddeutschland. Vergleichbare kleine Wohntürme sind im Odenwald das Erbacher Templerhaus, der Götzenturm von Hettigenbeuern und die Ruine des Mühlhäuser Schlößchens. Die beiden ersteren sind in der Form dreigeschossiger Steintürme mit aufgesetztem Dach erhalten und ähneln vermutlich der ursprünglichen Erscheinungsweise des Templerhauses in Amorbach, vor dem Bau des Fachwerkaufsatzes. Durch diesen ähnelt es eher den Weiherhäusern wie dem Topplerschlösschen bei Rothenburg ob der Tauber. Diese Bauweise, die auf Gemälden der Renaissancezeit häufig zu sehen ist, blieb populär bis ins 16. Jahrhundert, etwa beim Pellerschloss in Nürnberg.
Die regional häufige Bezeichnung „Templerhaus“, wie das genannte in Erbach, das Tempelhaus Neckarelz und solche in Uissigheim und Kleinwallstadt, entstanden erst in der Neuzeit; beim Amorbacher Templerhaus geht sie auf eine Beschreibung Amorbachs von 1856 zurück. Diese relativ große Verbreitung steht im Widerspruch dazu, dass der Templerorden in Deutschland kaum vertreten war. Oft handelte es sich tatsächlich um ehemalige Niederlassungen des Johanniter- oder des Deutschherrenordens. Beim Amorbacher Templerhaus ist auch dies nicht der Fall, der Name entsprang reiner Fantasie.